# غشوة نيلية
غشوة نيلية (الاسم العلمي:Ceropegia nilotica) هو نوع من النباتات يتبع جنس الغشوة من الفصيلة الدفلية.